# Priyadarshan
Priyadarshan (malayalam : പ്രിയദര്‍ശന്‍, hindi : प्रियदर्शन), né Soman Priyadarshan Nair le 30 janvier 1957 à Thiruvananthapuram, Kerala en Inde, est un réalisateur, scénariste, producteur, assistant réalisateur et acteur indien d'origine kéralaise.

## Biographie
Durant les années 1980 et 1990 il a renouvelé le genre du cinéma indien en malayalam, et il a ensuite fait des remakes en hindi à Bollywood, tel Gardish (1993), Muskurahat (1993), Virasat, Hera Pheri (2000), Hungama (2003), Hulchul (2004), Garam Masala (2005), Bhool Bhulaiyaa (2007) et Billu (2009). Son style s'inspire de celui de David Lean.
Issu d'une famille intellectuelle, il a très tôt manifesté son intérêt pour les livres et les bandes-dessinées. Il s'est marié avec l'actrice Lizzy (Lakshmi Priyadarshini) et a tourné avec elle une douzaine de films. Il fréquentait jeune un cercle d'amis qui se sont tous retrouvés dans l'industrie cinématographique. Ainsi en est-il de son acteur fétiche et ami Mohanlal
Son premier film Poochakkoru Mookkuthi a été un grand succès grâce à l'emploi du slapstick.
On lui a souvent reproché son plagiarisme tant d'Hollywood, que de films indiens régionaux, dont les créateurs originaux ne sont que rarement mentionnés. Ce à quoi il répond : Aujourd'hui, 99 % des films sont copiés.
Il a reçu quatre National Film Awards.

## Filmographie sélective
| Nom                           | Date de sortie | Langage   | Remake / Original                                       |
| ----------------------------- | -------------- | --------- | ------------------------------------------------------- |
| Tezz                          | 2012           | Hindi     |                                                         |
| De Dana Dan                   | 2009           | Hindi     |                                                         |
| Billu                         | 2009           | Hindi     | Kadha Parayumbol (Malayalam)                            |
| Kanchivaram                   | 2008           | Tamil     |                                                         |
| Bhool Bhulaiyaa               | 2007           | Hindi     | Manichitrathazhu (Mal.)                                 |
| Dhol                          | 2007           | Hindi     | In Harihar Nagar (Mal.)                                 |
| Chup Chup Ke                  | 2006           | Hindi     | Punjabi House (Mal.)                                    |
| Bhagam Bhag                   | 2006           | Hindi     | Mannar Mathayi Speaking+Nadodikkattu+Rakilipaatu (Mal.) |
| Garam Masala                  | 2005           | Hindi     |                                                         |
| Vettom                        | 2004           | Malayalam | French Kiss                                             |
| Hulchul                       | 2004           | Hindi     | Godfather (Mal.)                                        |
| Hungama                       | 2003           | Hindi     | Poochakkoru Mookkuthi (Mal.)                            |
| Kilichundan Mampazham         | 2003           | Malayalam |                                                         |
| Kakkakuyil                    | 2001           | Malayalam | A Fish Called Wanda                                     |
| Hera Pheri                    | 2000           | Hindi     | Ramji Rao Speaking (Mal.)                               |
| Megham                        | 1999           | Malayalam |                                                         |
| Chandralekha                  | 1997           | Malayalam | While You Were Sleeping                                 |
| Doli Sajake Rakhna            | 1997           | Hindi     | Aniyathipravu                                           |
| Kabhi Na Kabhi                | 1997           | Hindi     |                                                         |
| Saat Rang Ke Sapne            | 1997           | Hindi     | Thenmavin Kombath(Mal)                                  |
| Virasat                       | 1997           | Hindi     | Thevar Magan (Tam.)                                     |
| Kala Pani                     | 1996           | Malayalam |                                                         |
| Thenmavin Kombath             | 1994           | Malayalam |                                                         |
| Minnaram                      | 1994           | Malayalam |                                                         |
| Gardish                       | 1993           | Hindi     | Kireedam (Mal.)                                         |
| Mithunam (a.k.a. Midhunam)    | 1993           | Malayalam |                                                         |
| Abhimanyu                     | 1991           | Malayalam |                                                         |
| Adwaitham                     | 1991           | Malayalam |                                                         |
| Kilukkam                      | 1991           | Malayalam |                                                         |
| Akkare Akkare Akkare          | 1990           | Malayalam |                                                         |
| Vandanam                      | 1989           | Malayalam | Stakeout                                                |
| Chithram                      | 1988           | Malayalam |                                                         |
| Aryan                         | 1988           | Malayalam |                                                         |
| Mukundetta Sumitra Vilikkunnu | 1988           | Malayalam | Katha                                                   |
| Vellanakalude Naadu           | 1988           | Malayalam |                                                         |
| Cheppu                        | 1987           | Malayalam |                                                         |
| Hello, My Dear Wrong Number   | 1986           | Malayalam | North by Northwest                                      |
| Ninnishtam Ennishtam          | 1986           | Malayalam | Les Lumières de la ville                                |
| Thalavattam                   | 1986           | Malayalam | Vol au-dessus d'un nid de coucou                        |
| Aram + Aram = Kinnaram        | 1985           | Malayalam |                                                         |
| Boeing Boeing                 | 1985           | Malayalam | Boeing Boeing (film)                                    |
| Poochakkoru Mookkuthi         | 1984           | Malayalam |                                                         |